# OVERNIGHT SENSATION
「OVERNIGHT SENSATION」（オーヴァーナイト・センセーション）は、THE SQUAREが1984年11月21日にリリースしたシングル。

## 解説
前作のシングルから7カ月振りで、スクェア初の12インチシングル。
スクェア9枚目のアルバム『Stars and the Moon』6曲目収録曲、TBS系列『音楽の旅はるかII』オープニングテーマ曲で使用。B面「MAYBE I'M WRONG」も「OVERNIGHT SENSATION」同様『Stars and the Moon』の2曲目収録曲、『音楽の旅はるかII』のエンディングテーマ曲として使用。両曲ともアレンジが異なるシングルヴァージョン。
なお、このシングル自体は廃盤。スクェアのシングル曲収録ベスト・アルバム『THE SQUARE SINGLE COLLECTION』に「OVERNIGHT SENSATION」、「MAYBE I'M WRONG」ともに収録。

## 収録曲
1. OVERNIGHT SENSATION - 安藤まさひろ作曲／THE SQUARE編曲
2. MAYBE I'M WRONG - 伊東たけし作曲／THE SQUARE、Larry Williams編曲